# Hoplotarache nubila
Hoplotarache nubila är en fjärilsart som beskrevs av George Francis Hampson 1910. Hoplotarache nubila ingår i släktet Hoplotarache och familjen nattflyn. Inga underarter finns listade i Catalogue of Life.